# Lancia (rallysport)
Lancia nam officieel van 1973 tot en met 1991 deel aan het Wereldkampioenschap Rally. Het is tot op heden het meest succesvolle automerk dat aan deze serie heeft deelgenomen. In totaal won Lancia tienmaal het constructeurskampioenschap en viermaal de rijderstitel. Vanaf het seizoen van 1992 legde Lancia haar taken in handen van het Italiaanse Jolly Club, die uiteindelijk nog twee seizoenen met dit project doorgingen, voordat Lancia in zijn geheel de rallysport verliet.

## Geschiedenis

### Vroege jaren

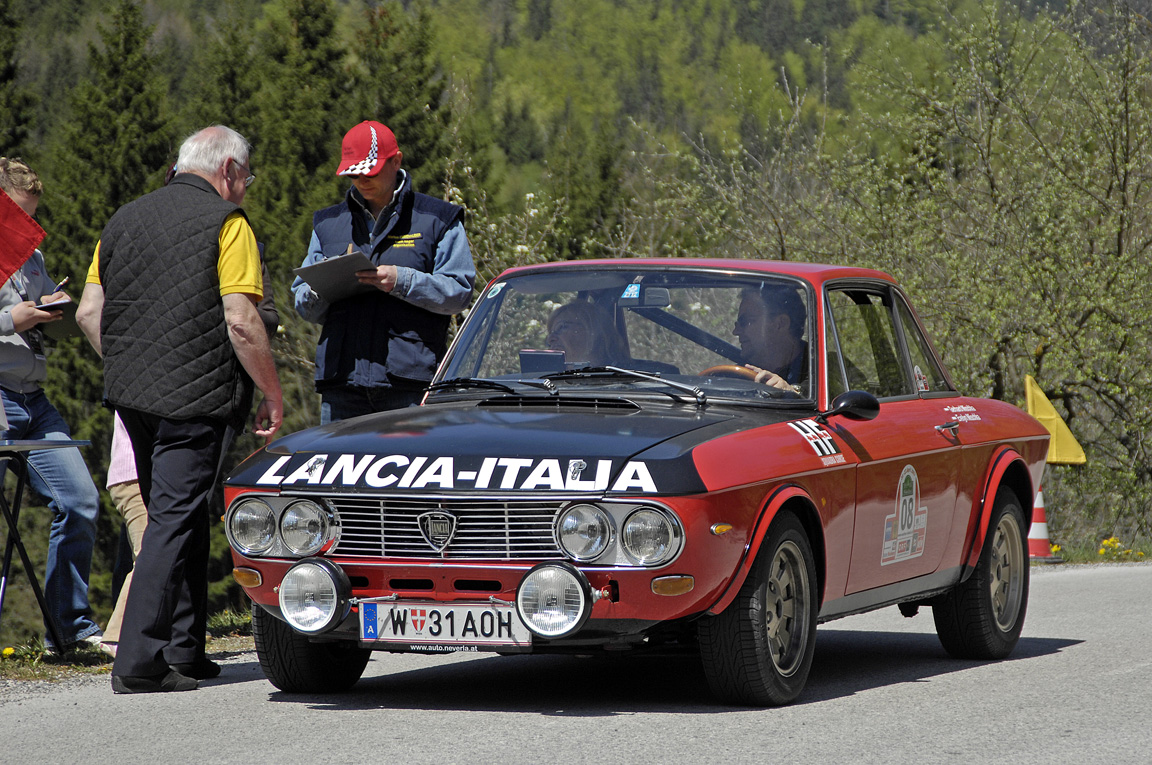
Lancia Fulvia HF

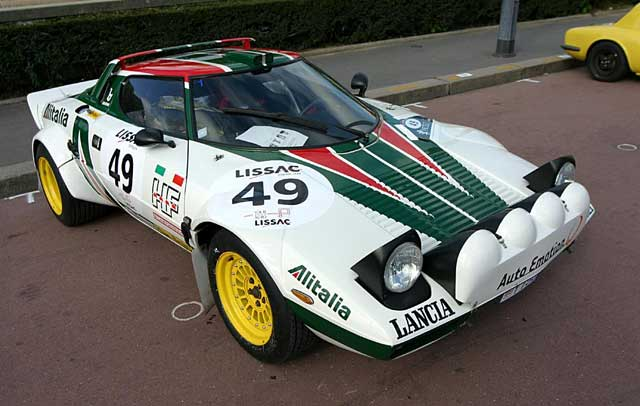
Lancia Stratos HF

Vanaf de jaren vijftig begon Lancia prominenter te worden in de rallysport. De eerste grote internationale overwinning kwam tijdens de Rally van Monte Carlo in 1954, met rijder Louis Chiron achter het stuur van een Lancia Aurelia GT. Met de Flavia Coupé werd tweemaal de San Remo Rally gewonnen. Halverwege de jaren zestig begon Lancia te professionaliseren met hun Fulvia-modellen. Onder de naam Lancia Marlboro Team werden ook voor Lancia minder bekende evenementen gewonnen, waaronder de Britse RAC Rally, die ze in 1969 en 1970 met de Zweed Harry Källström wonnen. In 1972 won het merk de laatste International Manufacterers Title, voordat er het jaar daarop werd gestart met een officieel wereldkampioenschap. 
In 1974 introduceerde Lancia hun Stratos HF, waarmee ze de eerste waren die een auto hadden ontwikkeld puur bedoeld voor de rallysport. De eerste grote overwinning kwam datzelfde jaar in de San Remo Rally, met rijder Sandro Munari. Tevens won Lancia voor het eerst de titel in het constructeurskampioenschap. In de jaren daarop won het merk met voornaamste rijders Munari en Björn Waldegård tal van internationale evenementen en nog eens tweemaal de titel bij de constructeurs. Vanaf 1978 gaf de Fiat groep, waar Lancia een onderdeel van uitmaakte, hun voorkeur voor de Fiat 131 Abarth om aan het kampioenschap deel te nemen. Wel werd er met de Stratos nog geregeld een WK-Rally gewonnen, waarvan de laatste nog in 1981, tijdens de Rally van Corsica met rijder Bernard Darniche, die al jarenlang competitief was met privé ingeschreven versies van de Stratos.

### Martini Racing Team

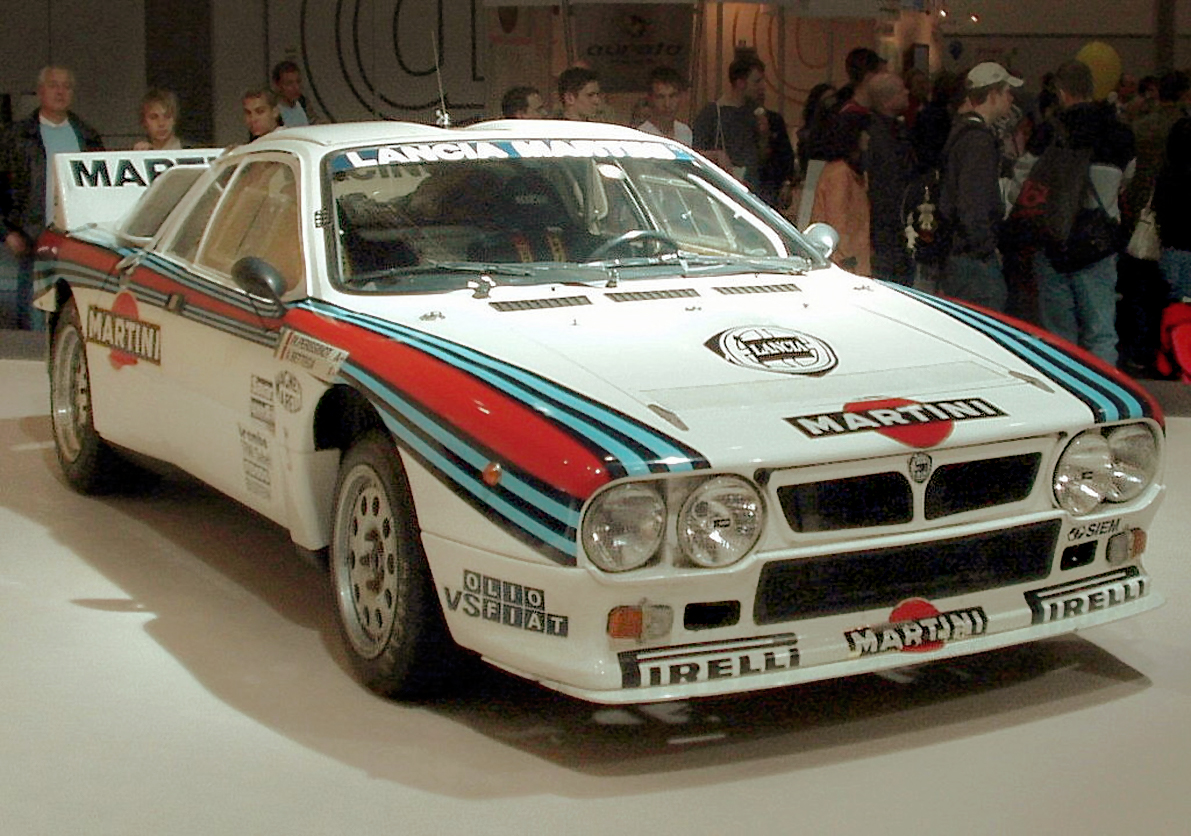
Lancia Rally 037

Na Fiats succesvolle periode in de rallysport, gaf de overkoepelende organisatie, Lancia de kans om in het nieuwe Groep B project te stappen. Onder de vlag van Martini Racing, debuteerde het merk in 1982 hun Rally 037. De auto werd net zoals de vorige stratos ontwikkeld en geprepareerd door Abarth. De auto had geen voorspoedig debuutjaar in het WK, maar in het seizoen van 1983 stelde het team, nu met een doorgeëvolueerd model, orde op zaken door met vijf overwinningen de constructeurstitel in de wacht te slepen. In de jaren erna werd de 037 minder competitief, mede door het geweld van de vierwielaangedreven Audi Quattro en de Peugeot 205 Turbo 16. Eind 1985 debuteerde Lancia daarom een nieuw rallywapen, de Lancia Delta S4, die met rijders Henri Toivonen en Markku Alén gelijk een impressie achter lieten door een één-tweetje te behalen tijdens de RAC Rally dat jaar. Het jaar daarop werd de Groep B klasse na een serie van dodelijke ongevallen door toenmalige FISA (FIA) verboden, ingaand vanaf het seizoen van 1987.

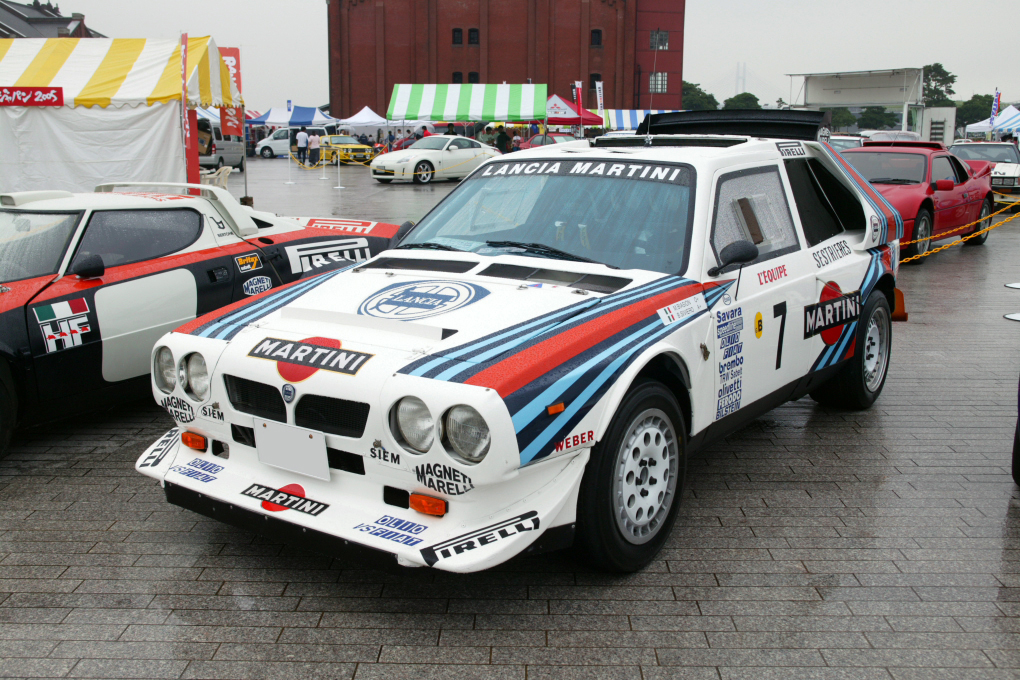
Lancia Delta S4

Nu onder Groep A regels, bleek Lancia zich het best aangepast te hebben aan de omstandigheden. De Groep A Delta werd in deze jaren een dominante verschijning op de internationale rallypaden. Van 1987 tot en met 1992 werd Lancia aaneensluitend wereldkampioen bij de constructeurs. Ook won het met Juha Kankkunen en Miki Biasion van 1987 tot en met 1989 en in 1991 de titel in het rijderskampioenschap. In april 1989 kocht de toenmalige Nederlandse Lancia importeur Lanim BV uit Vianen een ex fabrieks team Martini Lancia Delta HF Integrale 8v, welke was geprepareerd door Abarth, voor deelname van Henk Vossen-André Schoonenwolf aan het Internationaal Open Nederlands Rallykampioenschap 1989. De auto heeft als kenteken XN-36-BJ. In 1990 reden Wim Luijbregts-Ton Hillen met de auto waarna Chiel Bos-Ton Hillen er in 1991, nu als het Panasonic Lancia Dealer Team  geheel opnieuw opgebouwd en met een 16v motor, kampioen mee werden. Lancia trok zich als fabrieksteam na het seizoen van 1991 officieel terug. Het jaar daarop, nu met preparatie van Jolly Club, kwam het merk echter wel nog met een nieuw model van de Delta, de "HF Integrale 16v Evoluzione"  in de bekende Martini Racing kleuren op de proppen, waarmee ze nog steeds competitief waren. Ze behaalde met acht overwinningen hun tiende en laatste constructeurstitel en werden in het rijderskampioenschap respectievelijk tweede en derde. Martini stopte na dat seizoen als hoofdsponsor van het team, en zou in het seizoen van 1999 pas weer terugkeren in het WK-Rally, deze keer als sponsor van het team van Ford.

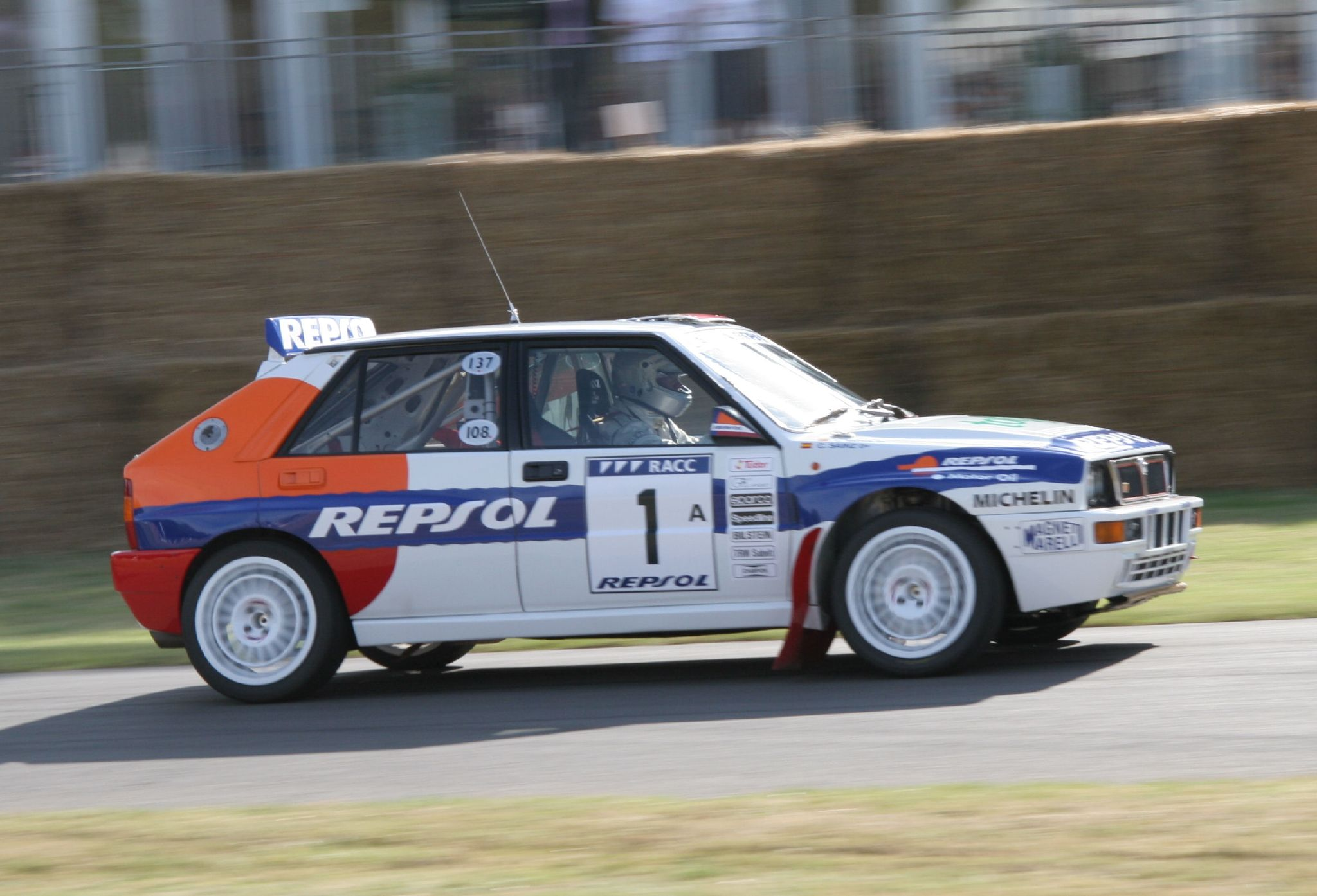
Lancia Delta HF Integrale 16v Evoluzione van Carlos Sainz-Luis Moya

Met de op dat moment regerend wereldkampioen Carlos Sainz en collega-rijder Andrea Aghini in de kleuren van de nieuwe hoofdsponsor Repsol voor de auto van Sainz en de kleuren van Totip voor de auto van Aghini, nam Jolly Club Lancia voor het laatst serieus deel aan het WK-Rally in het seizoen van 1993. Het werd voorzichtig gezegd een rampjaar voor de Spanjaard en Lancia, die met een competitieve maar tegelijkertijd onbetrouwbare Delta te maken kreeg. Sainz kwam niet verder dan een achtste plaats in de eindstand van het Wereldkampioenschap en Lancia eindigde ditmaal onkarakteristiek op de vijfde en laatste plaats in het constructeurskampioenschap.

## Overzicht

### Actieve jaren in WK
| Seizoen | Team           | Auto                                | Rijders                                                                                           | Positie in WK |
| ------- | -------------- | ----------------------------------- | ------------------------------------------------------------------------------------------------- | ------------- |
| 1973    | Lancia Italia  | Fulvia HF Coupé                     | Sandro Munari Harry Källström Amilcare Ballestrieri                                               | 13            |
| 1974    | Lancia Italia  | Stratos HF                          | Sandro Munari Amilcare Ballestrieri Shekhar Mehta                                                 | 1             |
| 1975    | Lancia Italia  | Stratos HF                          | Sandro Munari Björn Waldegård                                                                     | 1             |
| 1976    | Lancia Italia  | Stratos HF                          | Sandro Munari Björn Waldegård                                                                     | 1             |
| 1977    | Lancia Italia  | Stratos HF                          | Sandro Munari                                                                                     | 5             |
| 1982    | Martini Racing | Rally 037                           | Markku Alén Attilio Bettega Adertico Vudafieri                                                    | 9             |
| 1983    | Martini Racing | Rally 037                           | Markku Alén Walter Röhrl Attilio Bettega Jean-Claude Andruet Adertico Vudafieri Francisco Mayorga | 1             |
| 1984    | Martini Racing | Rally 037                           | Markku Alén Attilio Bettega Henri Toivonen                                                        | 2             |
| 1985    | Lancia Martini | Rally 037 Delta S4                  | Markku Alén Henri Toivonen Attilio Bettega                                                        | 3             |
| 1986    | Martini Lancia | Delta S4 Rally 037                  | Markku Alén Henri Toivonen Miki Biasion Mikael Ericsson Jorge Recalde Kalle Grundel               | 2             |
| 1987    | Martini Lancia | Delta HF 4WD                        | Markku Alén Juha Kankkunen Miki Biasion Mikael Ericsson Bruno Saby Yves Loubet Jorge Recalde      | 1             |
| 1988    | Martini Lancia | Delta HF 4WD Delta Integrale        | Markku Alén Miki Biasion Mikael Ericsson Bruno Saby Yves Loubet Jorge Recalde                     | 1             |
| 1989    | Martini Lancia | Delta Integrale Delta Integrale 16V | Miki Biasion Markku Alén Didier Auriol Mikael Ericsson Bruno Saby Yves Loubet Jorge Recalde       | 1             |
| 1990    | Martini Lancia | Delta Integrale 16V                 | Miki Biasion Juha Kankkunen Didier Auriol Yves Loubet                                             | 1             |
| 1991    | Martini Lancia | Delta Integrale 16V                 | Miki Biasion Juha Kankkunen Jorge Recalde Yves Loubet Bruno Saby                                  | 1             |
| 1992    | Martini Racing | Delta HF Integrale                  | Juha Kankkunen Didier Auriol Andrea Aghini Philippe Bugalski Jorge Recalde Björn Waldegård        | 1             |
| 1993    | Jolly Club     | Delta HF Integrale                  | Carlos Sainz Andrea Aghini Gustavo Trelles                                                        | 5             |

### Rijderstitels in WK
| Seizoen | Rijder         | Auto                                              |
| ------- | -------------- | ------------------------------------------------- |
| 1977 *  | Sandro Munari  | Lancia Stratos HF                                 |
| 1987    | Juha Kankkunen | Lancia Delta HF 4WD                               |
| 1988    | Miki Biasion   | Lancia Delta HF 4WD Lancia Delta Integrale        |
| 1989    | Miki Biasion   | Lancia Delta Integrale Lancia Delta Integrale 16V |
| 1991    | Juha Kankkunen | Lancia Delta Integrale 16V                        |

* Winnaar van de FIA Drivers Cup.